# مینا ژرایس
مینا ژِرایس (به پرتغالی: Minas Gerais) یکی از ایالت‌های برزیل است که در شرق این کشور قرار دارد. این ایالت، دومین ایالت پرجمعیت، ثروتمند، و چهارمین از لحاظ وسعت محسوب می‌شود.
شهر بلو هوریزونته، مرکز ایالت مینا ژرایس است؛ این شهر سومین شهر بزرگ برزیل است. کسانی که در این ایالت متولد می‌شوند مینیرو گفته می‌شود.